# Ruben Nilson, visdiktaren – målaren – plåtslagaren
Ruben Nilson, visdiktaren - målaren - plåtslagaren är en svensk kortfilm från 1984 i regi av Karsten Wedel.
Ruben Nilson spelade inte in någon av sin musik på grammofonskiva och framträdde inte heller inför publik. Den enda bevarade inspelningen är en privatinspelad lackskiva, där han sjunger "Den odödliga hästen". Utöver TV-visning har filmen visats på Folkets Bio i Stockholm 1986. Inspelningen av filmen gjordes av Mischa Gavrjusjov och Jörgen Persson och i filmen medverkar Fred Åkerström med sång och gitarrspel, Hans Muthas på dragspel och Göran Pettersson på bas.
Filmen utgavs 2012 tillsammans med en livsinspelning av Åkerström under namnet Fred Åkerström – Ruben Nilson.

## Musik i filmen
- "Den odödliga hästen", kompositör och text Ruben Nilson